# Méhfélék
A méhfélék vagy színméhfélék (Apidae) a méhalkatúak öregcsaládjának (Apoidea) egyik családja. Rendkívül sok fajuk van, hazánkban eddig ebből 109-et mutattak ki.

## Sajátosságaik
Nyaló–szívó szájszervük tökéletesen kifejlett. Az alsó ajak két belső karéjából alakult nyelv a végén „kanálkát” visel, a fióknyelv is megnyúlt. A nyelv nyugalmi helyzetben a fej alatt visszahajtva fekszik. Lábbal gyűjtő méhek, mert a virágport a hátulsó lábszárral és a lábfej megnagyobbodott első ízével söprik, gyűjtik össze. Magányosak vagy államalkotóak. Ritkább fajok a fészekparazita méhfélék. Nektárral és pollennel táplálkoznak, miközben a virágok megporzását is elvégzik. Ebben rejlik nagy biológiai jelentőségük.

## Államalkotás
A méhfélék nagy része társas életet élő, államalkotó, szocializálódott rovar. Az államban élő méhek – mint általában az államalkotó rovarok – kasztokra tagolódnak. A királynő a rovarállam „feje”: ő alapítja a fészket, és ő az egyetlen szaporodásra alkalmas nőstény az államban. A királynő hozza létre a petéket. A herék a rovarállam hímjei, amelyeknek feladata a királynő megtermékenyítése, vagyis a királynővel együtt a szaporodásért felelnek. A dolgozók kivétel nélkül sterilis, ivarképtelen nőstények: nőstény ivarszerveik, a petecsövek és petefészkek teljesen elcsökevényesedtek, redukálódtak. A dolgozók feladatköre a legszélesebb: a fészek építése, bővítése, a peték és fejlődő lárvák gondozása, etetése, nektár- és virágporgyűjtés. A fészket a dolgozók viaszból építik, melyet potrohmirigyeik termelnek.

## Rendszerezésük
A méhféléket változatosságuk miatt 3 alcsaládra oszthatjuk fel (lásd a taxodobozban).